# Cure-oreille

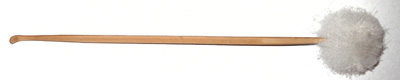
Cure-oreille en bambou, équipé d'un plumeau à la base.

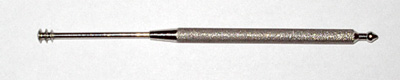
Cure-oreille métallique.

Un cure-oreille est un instrument servant à extraire le cérumen des oreilles. Activité intime, le curetage des oreilles peut être aussi un métier, le cureur d'oreilles pratiquant dans la rue ou dans des instituts, des salons privés.

## Dangers
Le travail nécessite une formation approfondie en matière de précision et de stabilité des mains.
Le curage d'oreille peut être inefficace lorsqu’il est utilisé par quelqu’un avec peu d’expérience. Des quantités importantes de cérumen peuvent être poussées plus profondément dans le conduit auditif plutôt que d’être éliminées. La muqueuse de l’oreille est délicate et peut être facilement endommagée. L’oreille est également autonettoyante et le cérumen est nécessaire pour protéger l’oreille de la saleté, de la poussière et des infections bactériennes.
Ça peut entraîner des blessures parfois non négligeables comme une lacération de la peau du conduit auditif externe voire une perforation du tympan.

## Histoire

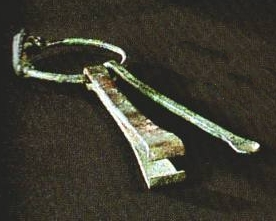
Outils de toilette avec pince à épiler et cuillère à oreilles (à droite).

Des cure-oreilles datant de l'époque romaine ont été trouvés lors de fouilles archéologiques.

## Curage d'oreille par pays

### Chine

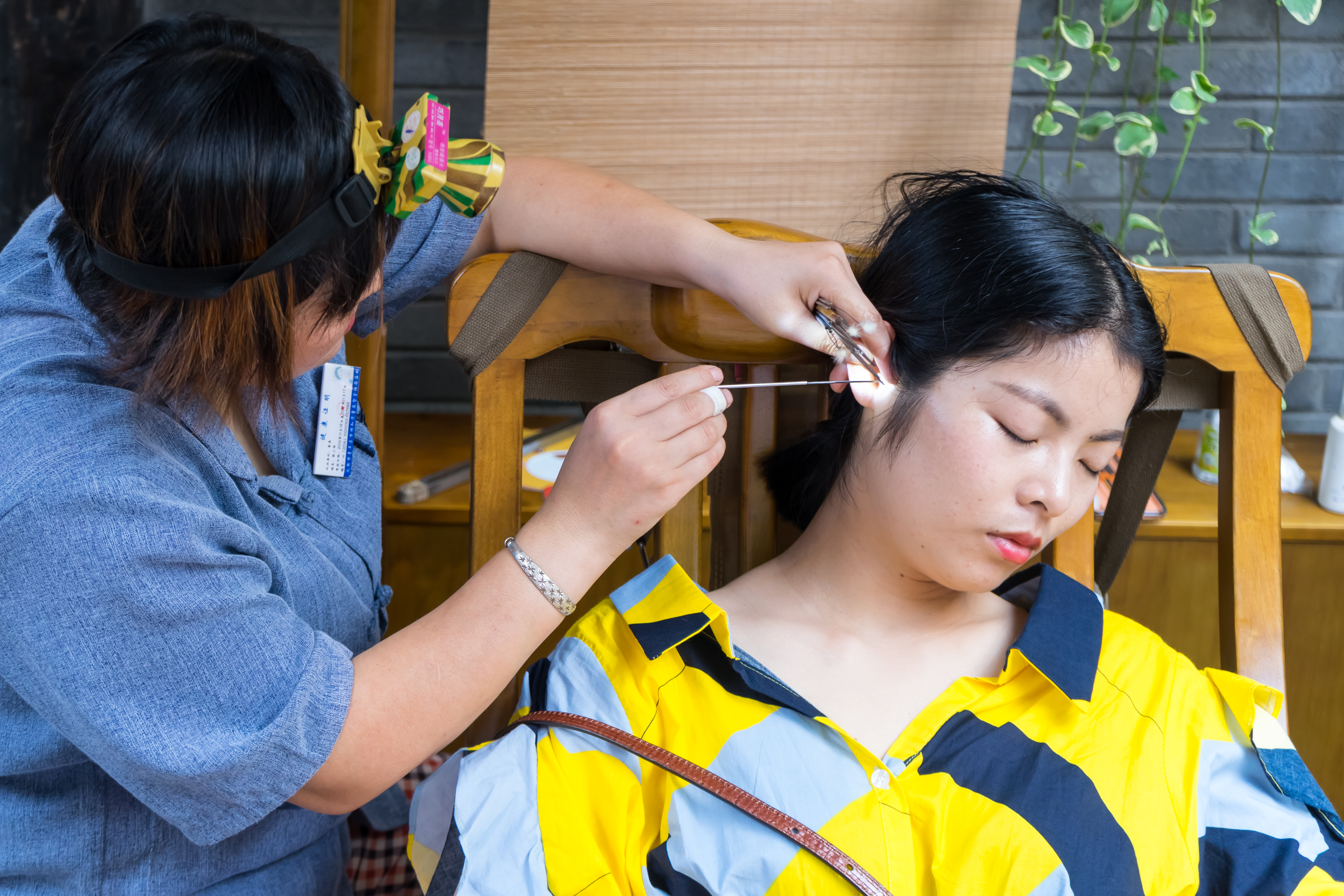
Séance de curage d'oreille à Chengdu.

Les premières traces historiques de curage d’oreilles datent de la dynastie Han.
L’épilation des oreilles en tant que service est née sous la dynastie Song (960-1279) dans le cadre des options de loisirs offertes par les maisons de thé ou les bains publics,.
Il existe des commerces qui proposent des séances de curage d'oreille.

### Japon
Au Japon, le récurage des oreilles est un rite ancestral, pratiqué initialement en famille. Appelé mimikaki (de mimi, « oreille », et kaki, « nettoyage »), il aurait débuté à l'époque d'Edo et a été adopté par la majorité des Japonais pour une raison d'abord physiologique. Ils ont, pour la plupart, une cire d’oreille sèche et friable, et non grasse et humide comme celle des caucasiens, cette différence de texture étant due au gène ABCC11 (en).
Activité familiale à l'origine, ce nettoyage auriculaire est devenu une activité lucrative. Se pratiquant dans des instituts, des salons privés, des bars à hôtesse ou des maid café, la pratique s’est libéralisée depuis 2005, année qui voit le Ministère de la Santé, du Travail et des Affaires sociales japonais supprimer la loi qui impose un diplôme médical pour pratiquer le récurage des oreilles.
Le mimikaki et l'ASMR partagent une philosophie commune basée sur l'éthique de la sollicitude, ce qui explique la mode des vidéos ASMR qui mettent en scène le nettoyage d'oreilles,,.

### Vietnam
Au Vietnam, il existe de nombreux salons qui proposent du curage d'oreille.